# 1992-es NHL Supplemental Draft
Az 1992-es NHL Supplemental Draft a hetedik supplemental draft volt a National Hockey League történetében, amely 1992. június 19-én volt.
| #  | Játékos            | Poszt  | Nemzetiség                | NHL-csapat          | Egyetem (Liga)                    |
| -- | ------------------ | ------ | ------------------------- | ------------------- | --------------------------------- |
| 1. | Cory Cross         | Védő   | Kanada                    | Tampa Bay Lightning | Albertai Egyetem (CWUAA)          |
| 2. | Steven Flomenhoft  | Center | Amerikai Egyesült Államok | Ottawa Senators     | Harvard Egyetem (ECAC)            |
| 3. | Brian Konowalchuk  | Center | Amerikai Egyesült Államok | San Jose Sharks     | Denveri Egyetem (WCHA)            |
| 4. | Richard Shulmistra | Kapus  | Kanada                    | Québec Nordiques    | Miami Egyetem (CCHA)              |
| 5. | Nick Wohlers       | Védő   | Kanada                    | Toronto Maple Leafs | St. Thomas Egyetem (AUAA)         |
| 6. | Jamie O’Brien      | Védő   | Amerikai Egyesült Államok | Calgary Flames      | Brown Egyetem (ECAC)              |
| 7. | Garett MacDonald   | Védő   | Kanada                    | Philadelphia Flyers | Észak-Michigani Egyetem (CCHA)    |
| 8. | Chris Foy          | Védő   | Kanada                    | New York Islanders  | Északkeleti Egyetem (Hockey East) |